# NGC 3287
NGC 3287 este o galaxie spirală situată în constelația Leul. A fost descoperită în 1 ianuarie 1862 de către Heinrich Louis d'Arrest. Se află la o distanță de 14,59 megaparseci de Pământ.